# حاسي بحبح
حاسي بحبح مدينة جزائريةتقع شمال مقر ولاية الجلفة وتبعد عن العاصمة 242 كلم، تعرف بمدينة المساجد لاحتوائها على عدد كبير منها. أصبحت بلدية حاسي بحبح بشكل رسمي بعد الاستقلال، حيث تعد من أهم بلديات ولاية الجلفة الجزائرية من حيث عدد السكان ومن حيث موقعها.

## جغرافيا

### الجيولوجيا
طبيعة التربة: التربة ذات نمو بطيء، ذات عمق (10_80سم)، قشرة كلسية مستوية، ونفاذية عالية لأن التركيب رملي  مع ذلك توجد آثار الطمي والطين (الصلصال)  لكن بدرجة محدودة، لون التربة اسمر.

### موقع
تقع على بعد 242 كلم من الجزائر العاصمة جنوبا و50 كلم شمالا من مقر الولاية على الطريق الوطني رقم 01، وتتربع على مساحة قدرها 763 كلم مربع، ويشتمل إقليم البلدية إلى جانب التجمع السكاني الرئيسي على تجمعين سكانيين ثانويين هما: حاسي المرة وحاسي المصران.
المنطقة عبارة عن هضاب عليا سهبيه يسود فيها الطابع الفلاحي الرعوي ويبلغ ارتفاعها عن سطح البحر حوالي 900 م، تقع في خط الطول (01 03) شرقا، وخط  العرض (04 035) شمالا.
وقد عرف أول تخطيط للنسيج العمراني سنة 1932 م، أين ظهرت أول تجزئة ترابية سميت بتجزئة الوسط تمحورت حول الطريق الوطني رقم 01، لتشكيل المحور الأساسي ومنه امتد وتطور النسيج العمراني لمدينة حاسي بحبح في جميع الاتجاهات الأساسية والفرعية. وكانت تسمى حينها بدوار أولاد الغويني نسبة للقبيلة التي تسكن المكان.
وكان أول رئيس بلدية لها منذ أن تأسست هو لخضر بيض القول المعروف بسي لخضر من فرقة أولاد عثمان.

### مناخ
مناخ المنطقة هو مناخ حوض الأبيض المتوسط، والطابق البيومناخي للمنطقة هو الجاف المتوسط.

#### الأمطار
أ)- المعدل السنوي:354.74 مم (فترة 1985 إلى 1994) 
| الشهر الأمطار          | جانفي | فيفري | مارس  | افريل | ماي   | جوان  | جويلية | أوت   | سبتمبر | أكتوبر | نوفمبر | ديسمبر |
| الكمية ب: ملم (425.69) | 63.62 | 43.28 | 39.73 | 27.89 | 51.03 | 25.18 | 23.23  | 21.07 | 31.81  | 38.47  | 33.74  | 26.64  |
| عدد الأيام (161)       | 17    | 18    | 19    | 12    | 15    | 4     | 6      | 8     | 13     | 15     | 18     | 16     |

#### الحرارة
| الشهر/معدلات الحرارة         | سبتمبر | أكتوبر | نوفمبر | ديسمبر | جانفي | فيفري | مارس  | أفريل | ماي   | جوان  | جويلية | اوت   |
| معدل درجات الحرارة القصوى M  | 28.15  | 21.36  | 14.98  | 10.80  | 09.31 | 12.32 | 14.81 | 18.02 | 23.73 | 29.60 | 33.54  | 33.30 |
| معدل درجات الحرارة الدنيا m  | 12.77  | 08.73  | 04.04  | 02.49  | 01.05 | 02.53 | 03.26 | 05.60 | 09.27 | 13.85 | 16.52  | 16.43 |
| معدل درجات الحرارة المتوسطةT | 20.46  | 156.04 | 09.51  | 06.64  | 05.18 | 07.42 | 09.03 | 11.81 | 16.50 | 21.72 | 25.03  | 24.86 |

#### الرطوبة
المعدل الشهري على مدى 10 سنوات فترة (85-94)

#### الرياح
الرياح السائدة هي الرياح الغربية والشمالية الغربية غير انه أثناء الصيف فالرياح الجنوبية هي السائدة (السيريكو) مسببة ارتفاع الحرارة وانجراف ريحي (زوابع رملية).
الحوادث الارصادية (العوامل الارصادية) التي لها خطورة
| الطبيعة    | برد          | رياح شديدة  | (شهيلي) رياح جنوبية شرقية حارة | البرد     | ثلج - ثلجية  |
| عدد الأيام | 22.6         | 28.2        | 12.8                           | 1.5       | 8            |
| الفترات    | أكتوبر-افريل | مارس-نوفمبر | جويلية-اوت                     | ماي- جوان | نوفمبر-افريل |

### الجيولوجيا
طبيعة التربة: التربة ذات نمو بطيء، ذات عمق (10_80سم)، قشرة كلسية مستوية، ونفاذية عالية لأن التركيب رملي  مع ذلك توجد آثار الطمي والطين (الصلصال)  لكن بدرجة محدودة، لون التربة اسمر.

## الإدارة
كانت مدينة حاسي بحبح إلى غاية 1970 تابعة لمقاطعة الجلفة التي كانت تابعة بدورها لمحافظة المدية (التيطري)، وفي التقسيم الإداري لعام 1974 أصبحت دائرة تابعة لها بلدية دار الشيوخ (رقيت فيما بعد إلى  دائرة)  وحاسي بحبح دائرة تحوي أربع بلديات: حاسي بحبح، حاسي العش، وبلدية الزعفران، وبلدية عين معبد.

## سكان
أما عدد السكان فقد تجاوز 140000 نسمة في جوان 2007 م، بمعدل نمو ديمغرافي يساوي 5,44 بالمائة. مدينة حاسي بحبح هي عاصمة عرش أولاد سيدي امحمد بن عبد الرحمن بن سالم بن مليك بن يحيى بن يحيى بن سيدي نايل (محمد بن عبد الله)الولي الصالح الشهير الذي هو أحد أشراف الجزائر.وهؤلاء القوم يمتهنون منذ القدم تربية الماشية ويعيشون على مكسوبها. وهذه الثروة هي من أجود الضأن على البسيطة حسب ما يتعارف عليه أهل الاختصاص.
وتتميز المنطقة بطابع سهبي، يعتمد فيها 60 بالمائة من مجموع اليد العاملة النشطة على نشاط الرعي والفلاحة (الحبوب الجافة)، و40 بالمائة يوزعون على باقي القطاعات التي من أهمها قطاع التربية والتكوين، الإدارة العمومية والخدمات المختلفة: صناعة تجارة حرف...الخ

## العمران
يشتمل إقليم البلدية إلى جانب التجمع السكاني الرئيسي، تجمعين سكانيين ثانويين هما حاسي المرة والمصران.
وقد عرف أول نسيج عمراني سنة 1932م، أين ظهرت أول تجزئة ترابية سميت بتجزئة الوسط، تمحورت حول الطريق الوطني رقم01 ، فشكلت المحور الأساسي لامتداد وتطوير النسيج العمراني للبلدية في جميع الاتجاهات، أما اليوم فمدينة حاسي بحبح يقطنها أكثر من 87000 نسمة، يسكنون في مساكن تختلف أساليب بنائها، حيث نجد:
- السكن الجماعي: مثل العمارات
- السكن النصف جماعي: وهو عبارة عن طابق أرضي + طابق أول
- سكن فردي: عبارة عن سكنات أرضية
- سكن تطوري: وهو عبارة عن سكنات غير تامة البناء

وهناك أسلوب آخر من المساكن وهو السكن الريفي فقد شرع فيه من قبل البلدية من خلال برنامج 2005/2009 ويهدف إلى دعم الفلاحين والموالين في الريف وتشجيعهم على البقاء فيه، وقد سجل 1000 سكن منها المنجزة ومنها من هو في طريق الإنجاز.

## الإقتصاد
تتميز المنطقة بطابع سهبي رعوي، يعتمد فيها 60% من مجموع اليد العاملة النشطة على نشاط الرعي وفلاحة الحبوب الجافة (يمارس البدو فيها تربية الماشية بأنواعها من بقر وإبل وضأن والزراعة الموسمية المتمثلة في زراعة القمح بأنواعه والشعير وهي من أشهر المدن بهذه الأنشطة)، و40% يوزعون على باقي القطاعات، من أهمها قطاعي التربية والتكوين، الإدارة العمومية، والخدمات المختلفة.
يقتصر النشاط الفلاحي على زراعة الحبوب مثل القمح والشعير بشكل أكبر مقارنة ببعض المحاصيل الزراعية القليلة الانتشار مثل زراعة المشمش والزيتون التي تعدّ حديثة الممارسة (المزارع).
التربية الحيوانية
تتمثل في تربية الغنم والأبقار والماعز بالإضافة إلى الدواجن مثل: الدجاج والأرانب
الصيد
النشاط قليل في هذا المجال وذلك لقلة الحيوانات المستهدفة نظرا لسنوات الجفاف وقلة الغطاء النباتي والأنواع المستهدفة هي: (الأرنب البري، الثعلب، القطاة، الحجل، الحبار) والوسائل المستعملة هي البنادق التقليدية، كلاب الصيد.
الرعي
كثير نظرا للثروة الحيوانية الكبيرة، وهو النشاط الأكبر للموالين والمربين نظرا لغلاء العلف والحبوب وقد أدى ذلك إلى تدهور الغطاء النباتي، والأنواع المستهدفة هي (الحلفاء، السناغ، الشيح، الدرين).
الصناعة
يوجد نشاط صناعي قليل يتمثل في مصبغات، مصنع السيراميك ومصنع الخشب بالإضافة إلى وجود مطاحن القمح، وتتمثل المنتوجات في الدقيق والسيراميك والمنتوجات الخشبية مثل الأبواب والنوافذ والطاولات والخزائن، تنتج هذه المصانع مخلفات لكن ليست ملوثة للبيئة وهي مخلفات يعاد تصنيعها أو استهلاكها مثل النشارة والنخالة وركام الطين.
التجارة
مدينة حاسي بحبح ينتشر فيها النشاط التجاري بشكل كبير وتتمثل السلع والمواد في المواد الغذائية ومواد البناء والكهرباء ومواد التجميل إلى غيرها من المواد الضرورية في الحياة اليومية، كذلك توجد تجارة المنتجات العلفية كالشعير والنخالة وهي واسعة الانتشار كذلك يوجد سوق أسبوعي يعدّ من أكبر الأسواق في الوطن وهو سوق المواشي (يوم الخميس).
الحرف
تقريبا منعدمة فهي تقتصر عند بعض العائلات وتتمثل الحرف النسيجية مثل صناعة البرانيس والجلابات والزرابي والمواد المصنوعة منها هي الصوف والوبر وهي آئلة للاندثار نظرا لتوفر منتوجات وألبسة حديثة مصدرها الخارج.
الأعياد والمناسبات
بالإضافة إلى الأعياد الدينية والوطنية والدولية والتظاهرات الدينية والوطنية، هناك عيد الكبش في شهر جوان من كل سنة.
السياحة

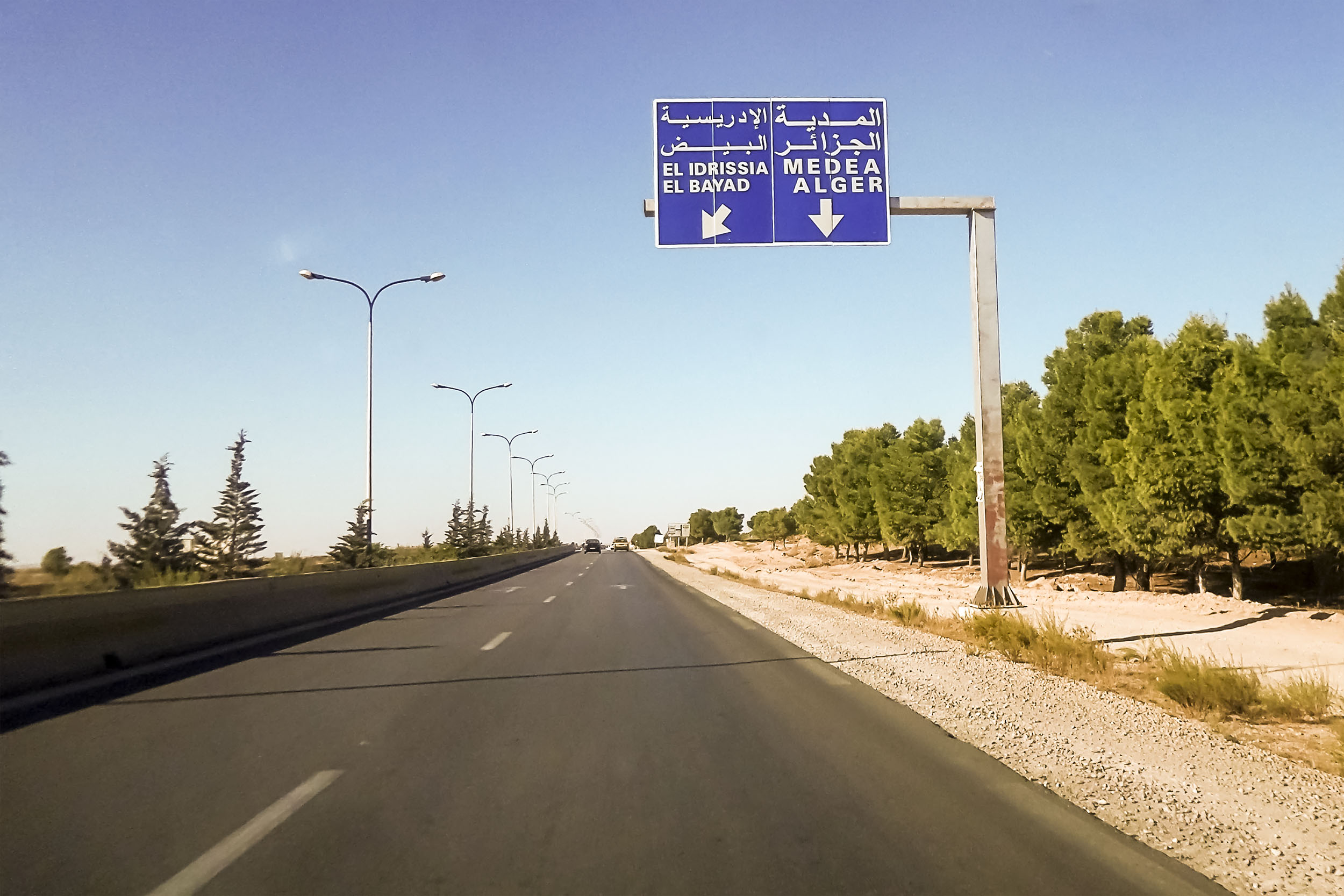
الطريق الوطني رقم 01

لا توجد أنشطة سياحية وذلك لانعدام المرافق السياحية بالمنطقة لكن توجد مرافق سياحية غير مستغلة مثل: حمام المياه المعدنية فهو حديث النشأة وينتظر الاستثمار فيه من قبل الخواص لما له من مكانة اقتصادية من حيث خلق مناصب الشغل وتنشيط التجارة بالمنطقة ومكانة صحية، لما له من إمكانيات علاجية وخاصة علاج أمراض الجلد ويقع على حافة الطريق الوطني رقم 01 ويبعد بـ: 07 كلم عن المدينة.
النقل
متوفر نحو كل الاتجاهات وخاصة إلى المدن المجاورة الكبيرة مثل: عين وسارة وعاصمة الولاية والعاصمة الجزائرية،  وسائل النقل هي سيارات الأجرة وحافلات النقل، السكة الحديدية (معطلة منذ عدة سنوات)، كما تحتوي على اكثرمن25 خط للنقل الحضري داخل المدينة، و04حافلات للنقل الحضري داخل المدينة .
الاتصالات
شهدت الاتصالات تطورا كبيرا وذلك لوجود جميع متعاملي  الهاتف النقال وانتشار الإنترنت والتغطية الكلية للشبكات على مستوى المدينة .

## المواصلات
يمر بالبلدية الطريق الوطني رقم 01 من الشمال إلى الجنوب، وطريق ولائي من الشرق (يمر ببلدية حاسي العش) ليتصل بالطريق الوطني رقم01 على مستوى البلدية، كما تتصل بها عدة طرق بلدية (بلديات: الزعفران-سيدي بايزيد-القرنيني- ضاية البخور)،
تتميز المنطقة بسهولة الوصول إليها من كل الإتجاهات (الطرق معبدة وبحالة جيدة)، يبلغ طول الطرق المعبدة داخل المدينة 65كلم مربع.

## الثقافة
أخرجت مدينة حاسي بحبح الكثير من الشخصيات الأدبية ومن أهمهم: عيسى قارف وبشير ضيف الله.وروائيين مثل عبد الوهاب عيساوي، محمد فتيلينة وخليل حشلاف.

## البيئة

### الغطاء النباتي الطبيعي[3]
يمكن أن نميز في المنطقة المراعي والغابات، المراعي تغطي حوالي 70% من المساحة الكلية يتوزع عشوائي.
تتواجد في المنطقة الأنواع النباتية التالية التي تشكل الغطاء النباتي لها:
| نوع النبات                      | الاستعمال                         |
| الصنوبر الحلبي Pinus halepensis | /                                 |
| العرعار Junipersus phoenicea    | طبي                               |
| التين Fucus carica              | فاكهة                             |
| السدرة Zizyphus lotus           | اقتصادي                           |
| الشيح Artemisia herba           | طبي                               |
| الكراث Alium ampeloprasum       | /                                 |
| الترفاس Terfezia boudieri       | غني بالبروتينات ذو أهمية اقتصادية |
| الإكليل Rosmarinus officinalis  | طبي                               |
| التقفد Artemisia campestris     | طبي                               |
| الجعيدة Teucrium polium         | /                                 |
| الطرفاء Tamarix articulata      | /                                 |
| بن نعمان Papaver rhoeas         | /                                 |
| التالمة Taraxum officinalis     | طبي                               |
| الدفلة Neriem oleander          | /                                 |

كما يمر جزء من السد الأخضر بجنوب البلدية.

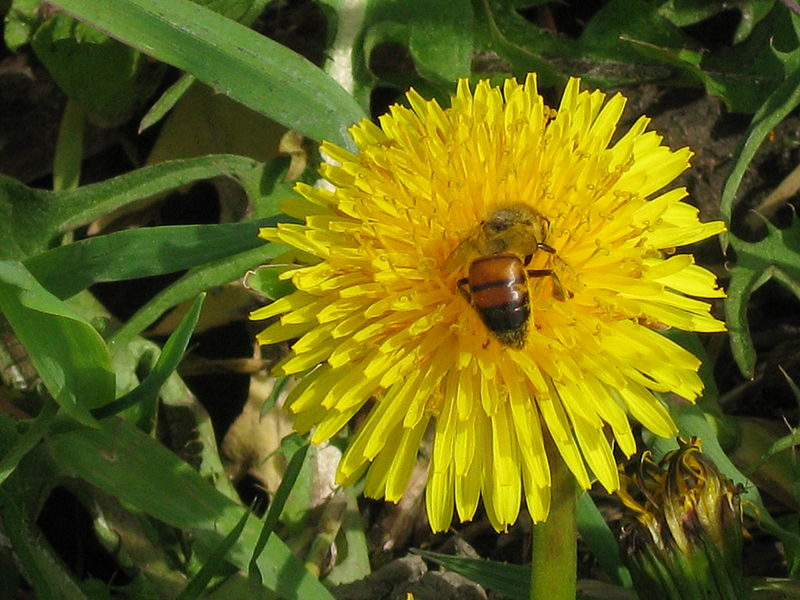
التالمة
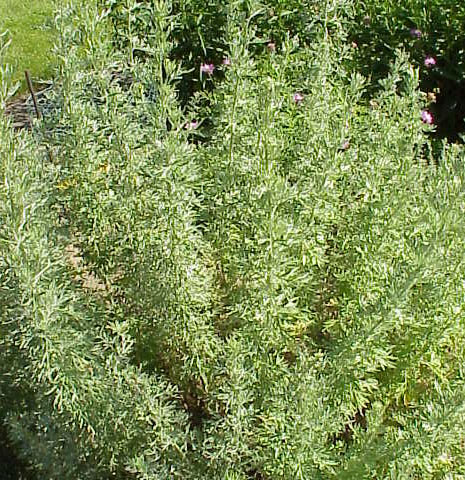
الشيح
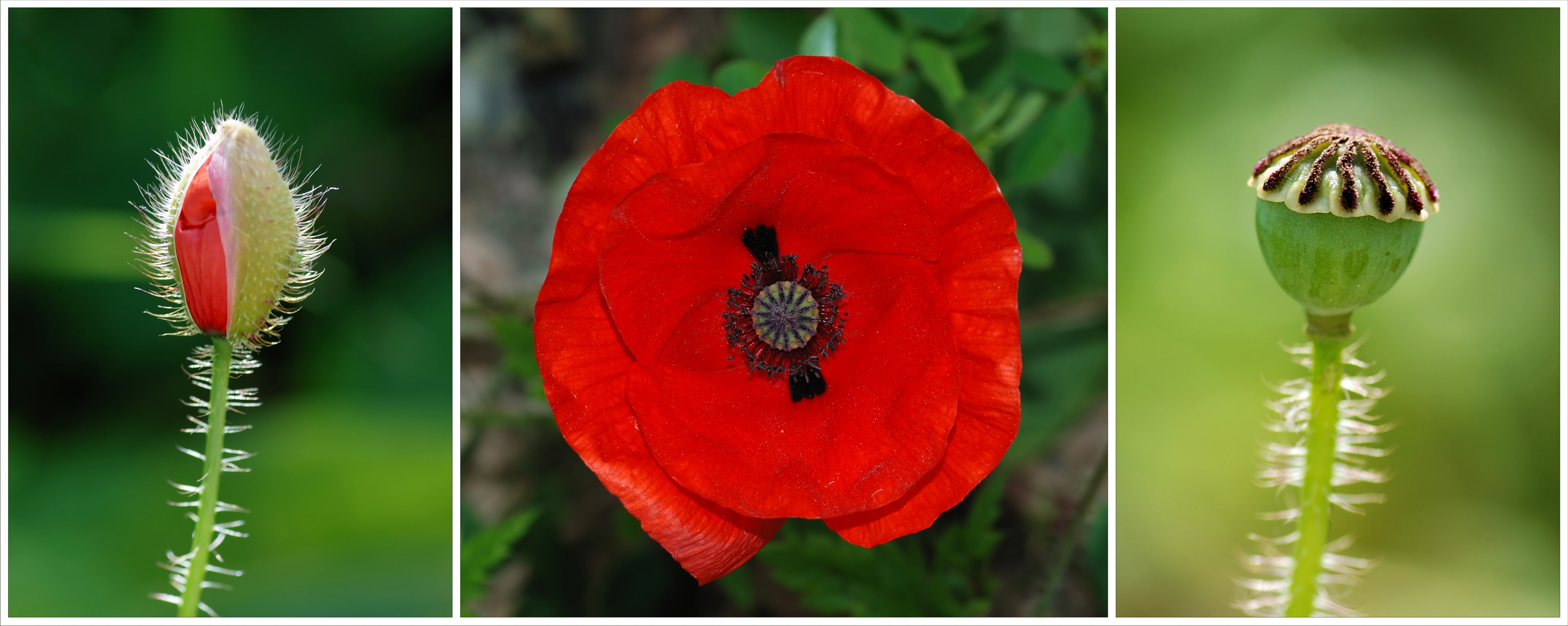
بن نعمان
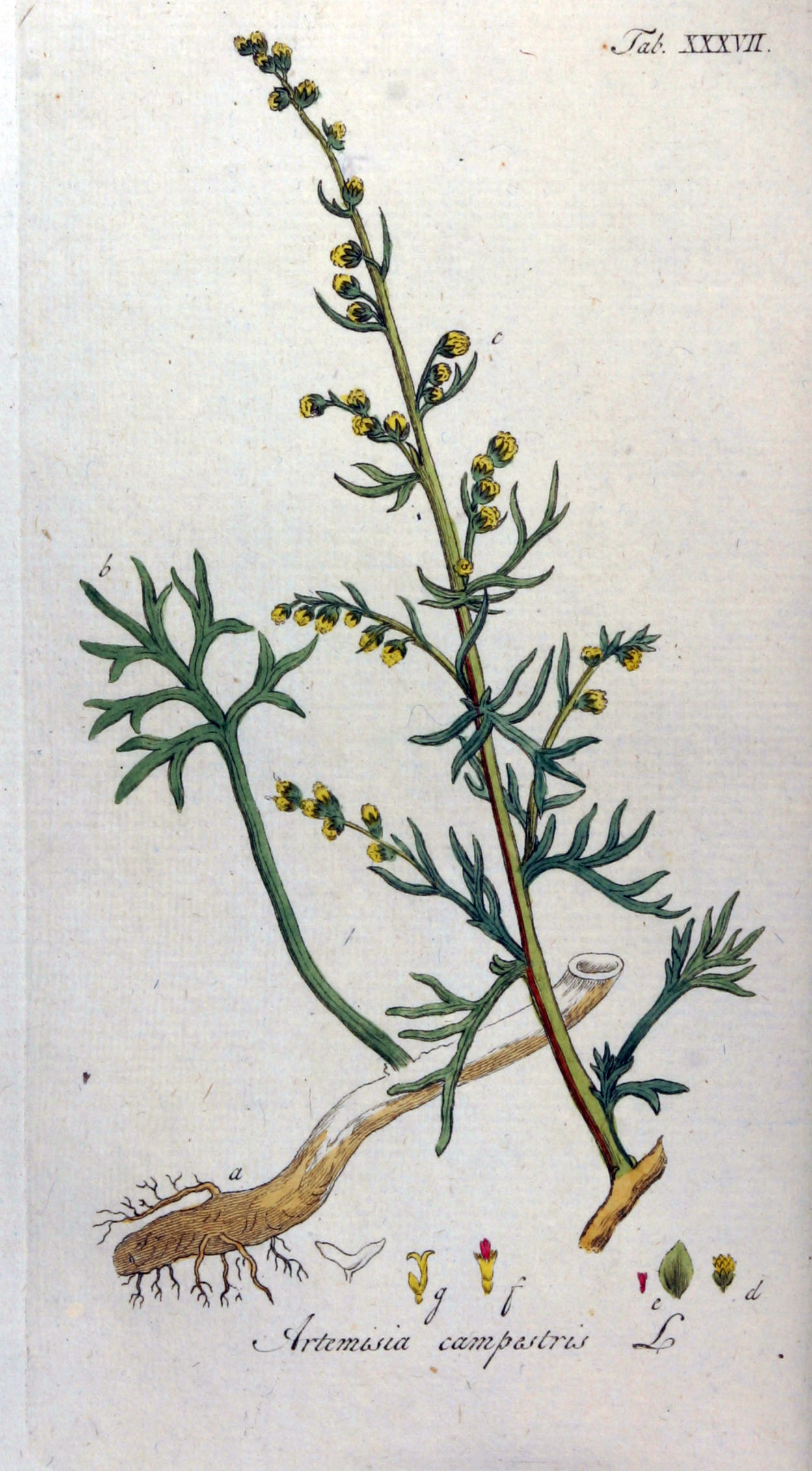
التقفت
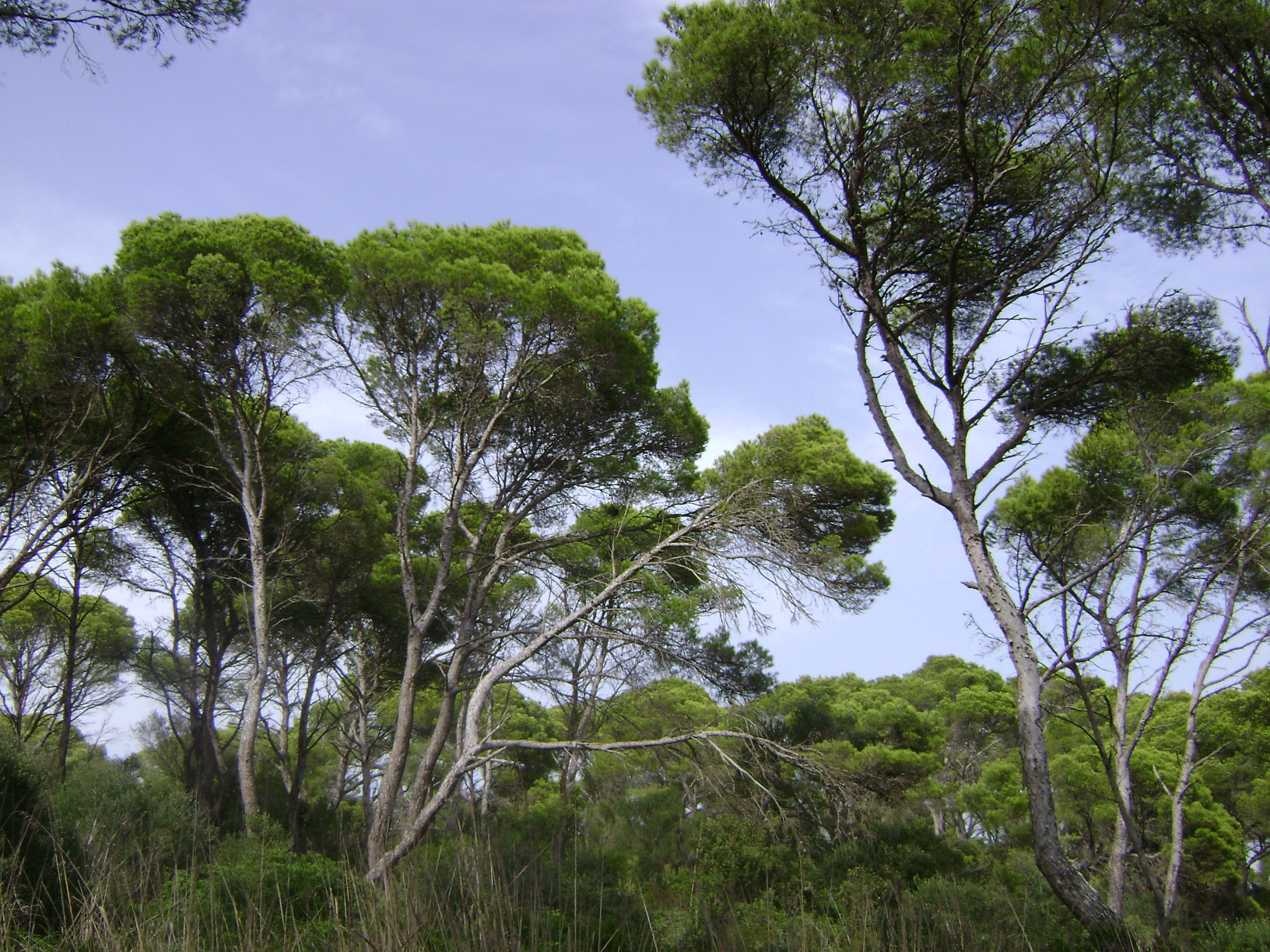
الصنوبر الحلبي
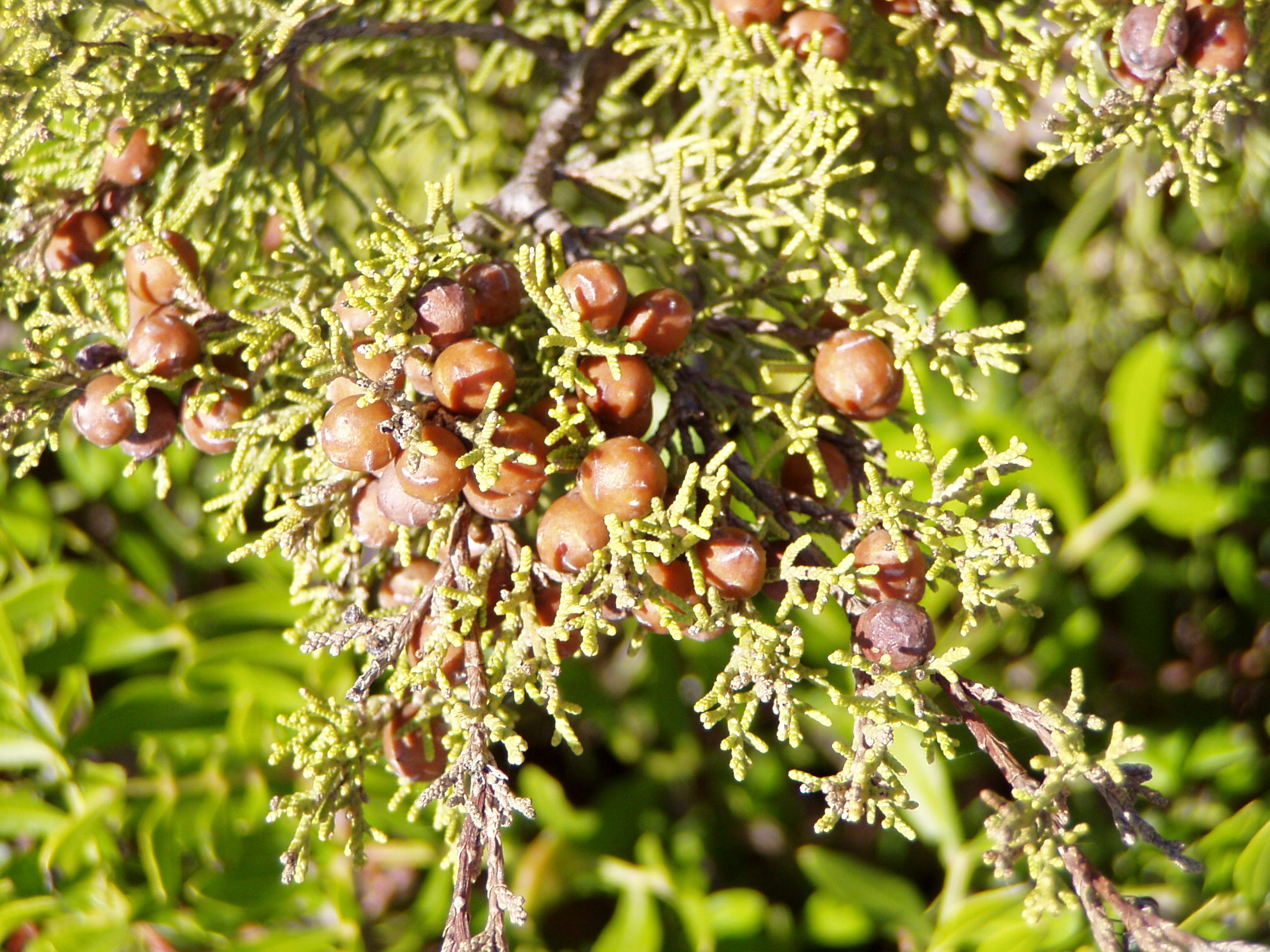
العرعار
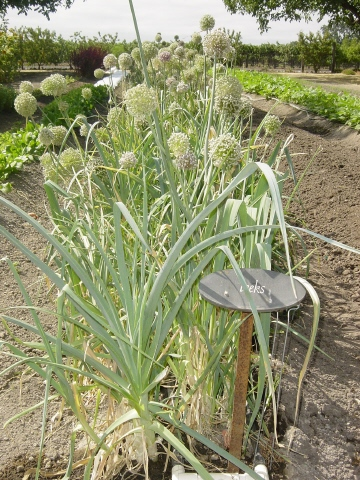
الكراث
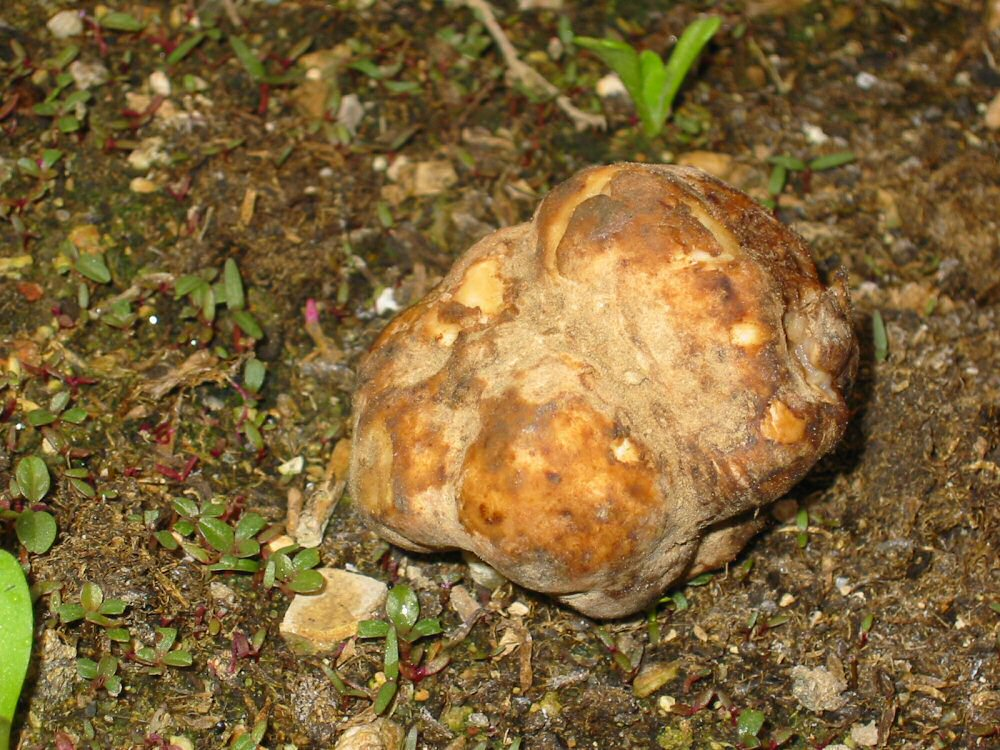
الكمأ (الترفاس)
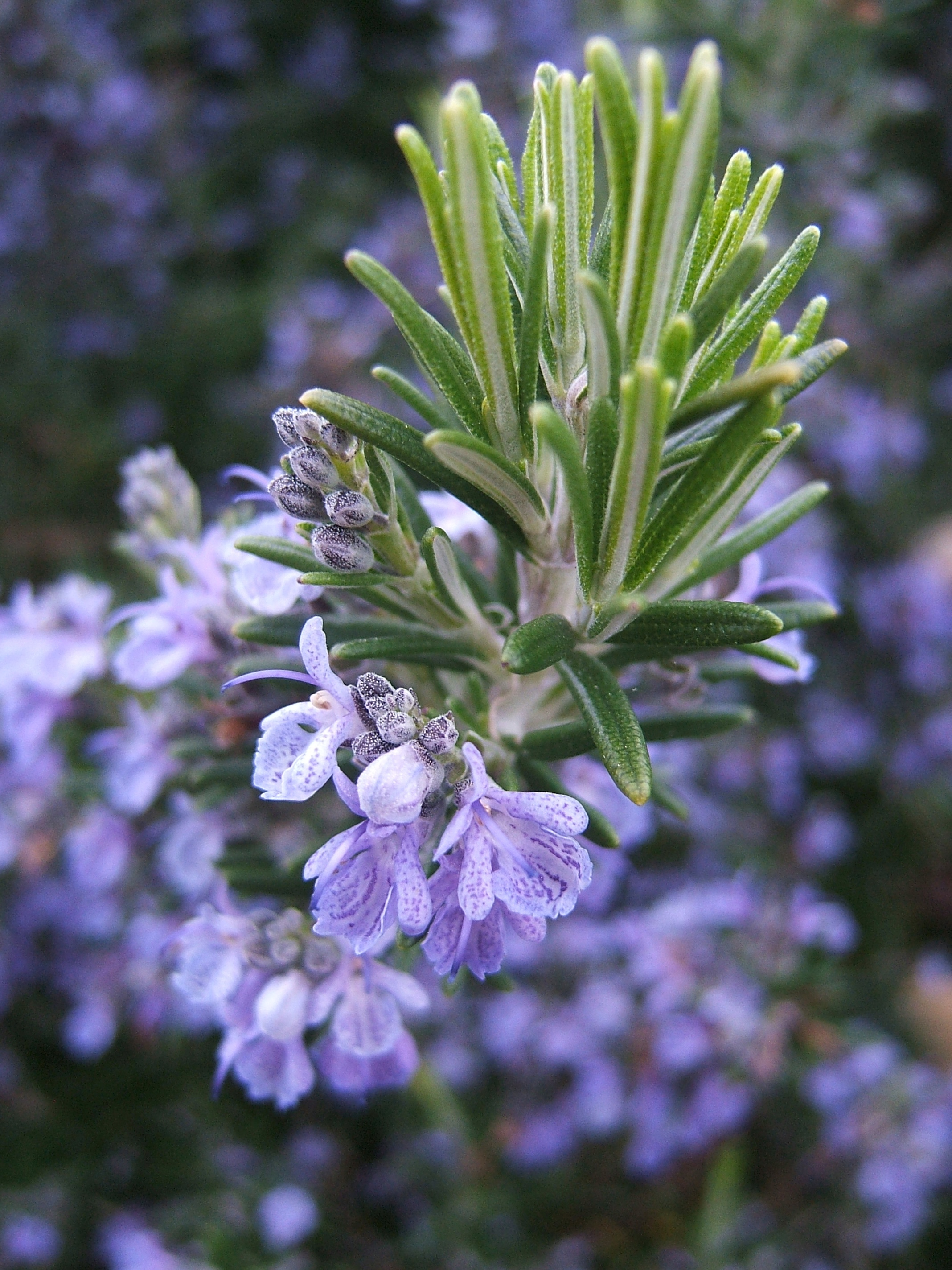
الإكليل الجبلي

### الثروة الحيوانية الطبيعية
الحيوانات البرية المتواجدة بالمنطقة هي: 
| نوع الحيوان                 |
| الثعلب Vulpes vulpes        |
| الأرنب البري Lepus copensis |
| الجربوع Jaculus jaculus     |
| الغراب Corvus corax         |
| الحجل Alectoris barbara     |
| الحمام Columba livia        |
| الثعبان Coluber hippocrepis |
| العقربButhus occitanus      |
| الورن Varanus grisseus      |
| العصفور Passer domesticus   |
| العقاب Hieratus pennatus    |
| الزرزور Sturnus vulgaris    |

بالإضافة إلى الحيوانات الأليفة، هناك تربية الأغنام والمعز وهي النشاط الرئيسي للسكان، وتربية الأبقار والإبل.

## منشآت
تحتوي مدينة حاسي بحبح على أهم المرافق الضرورية للحياة  منها دار الشباب والمركب الرياضي الجواري والجمعيات الثقافية والنوادي الأدبية التي تحتضن المسابقات الأدبية والشعرية والفنية،
| المؤسسة         | العــــدد |                                    |
| ثانوية          | 14        | ثانوية ابن باديس                   |
| متوسطة          | 18        |                                    |
| ابتدائية        | 68        |                                    |
| مسجد            | 36        | Mosquée - Hassi Bahbah - panoramio |
| بنك             | 02        |                                    |
| قاعة عـلاج      | 09        |                                    |
| مستشفى          | 02        |                                    |
| فـــــــرع بلدي | 08        |                                    |
| مركـز بريــد    | 04        |                                    |
| مركـب رياضـي    | 02        |                                    |
| مسبح بلدي       | 02        |                                    |
| قاعة رياضـة     | 02        |                                    |
| دار الشباب      | 02        | دارالشباب بوعافية                  |
| مكتبـة عامة     | 02        |                                    |
| ملاعــب مسيجة   | 05        |                                    |
| ملعب بلدي       | 01        |                                    |
| قاعة السينما    | 01        |                                    |
| امن الدائرة     | 01        |                                    |
| الشرطة الحضرية  | 05        |                                    |
| الحماية المدنية | 02        |                                    |
| الامن الوطني    | 03        |                                    |

## معالم
| 01 | المعلم الأثري رأس الطويل مكان أول تجمع سكاني للمجتمع البدائي بداية القرن السابع عشر ومقبرته القديمة التي دفن بها أكثر من 17 رجلا من كبار مبايعي الأمير عبد القادر الجزائري وكذا مجموعة من شهداء الثورة التحريرية الكبرى. |                          |
| 02 | حمام حاسي بحبح المعدني (المصران) الذي يبعد عن مقر الدائرة بـ 08 كم إلى الجنوب في الطريق الوطني رقم 01. | الحمام المعدني حاسي بحبح |
| 03 | كما تشتهر ببئرها ذي الطاحونة المعروفة باسمه. |                          |
|    | أكبر جبل ملحي في العالم «حجر الملح» الذي يبعد عنها بحوالي 25 كم إلى الجنوب وفي نفس الطريق الذي يربطها بمقر ولاية الجلفة                                                                                                  |                          |

## معرض صور

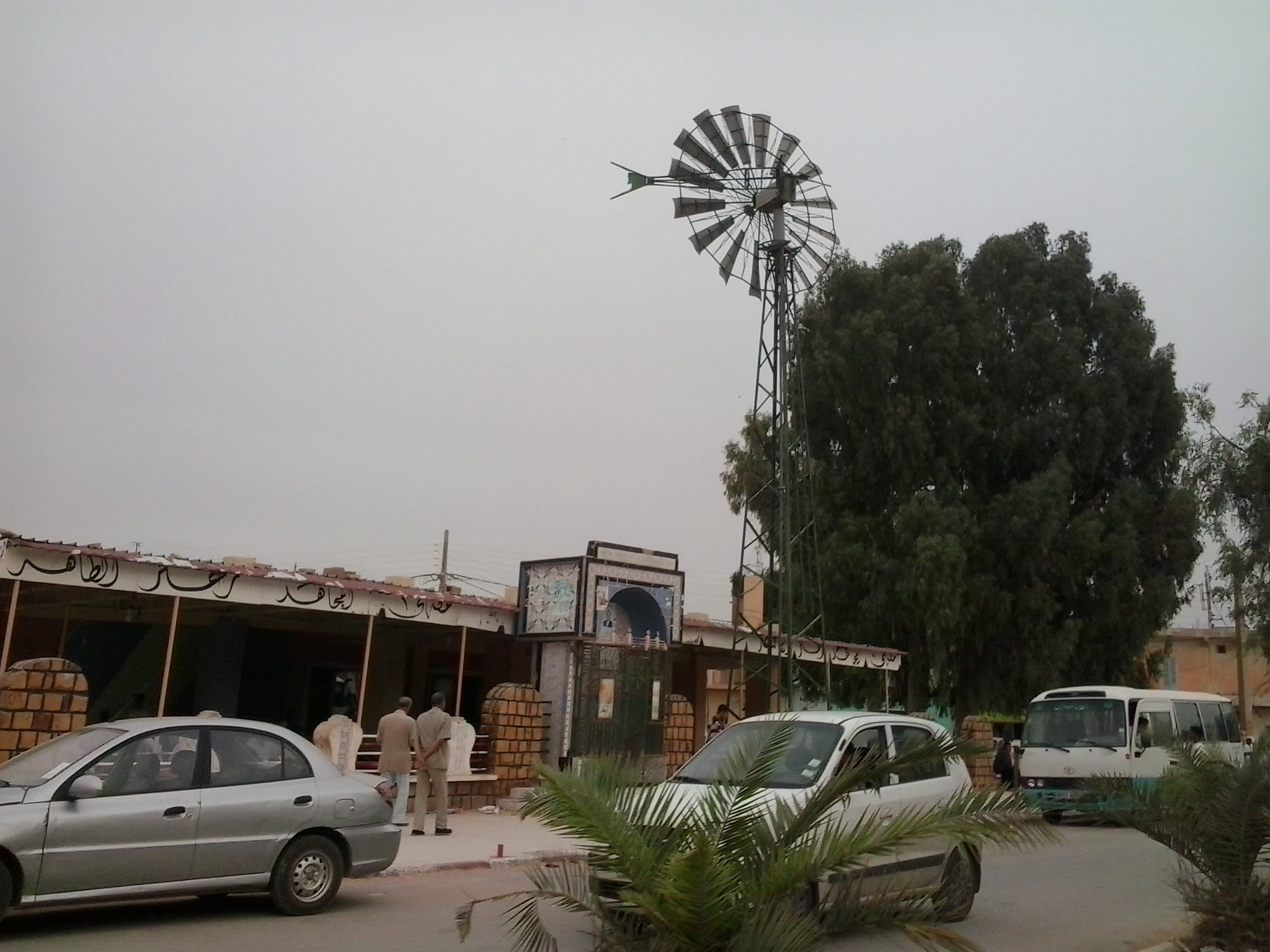
منظر الرياشة
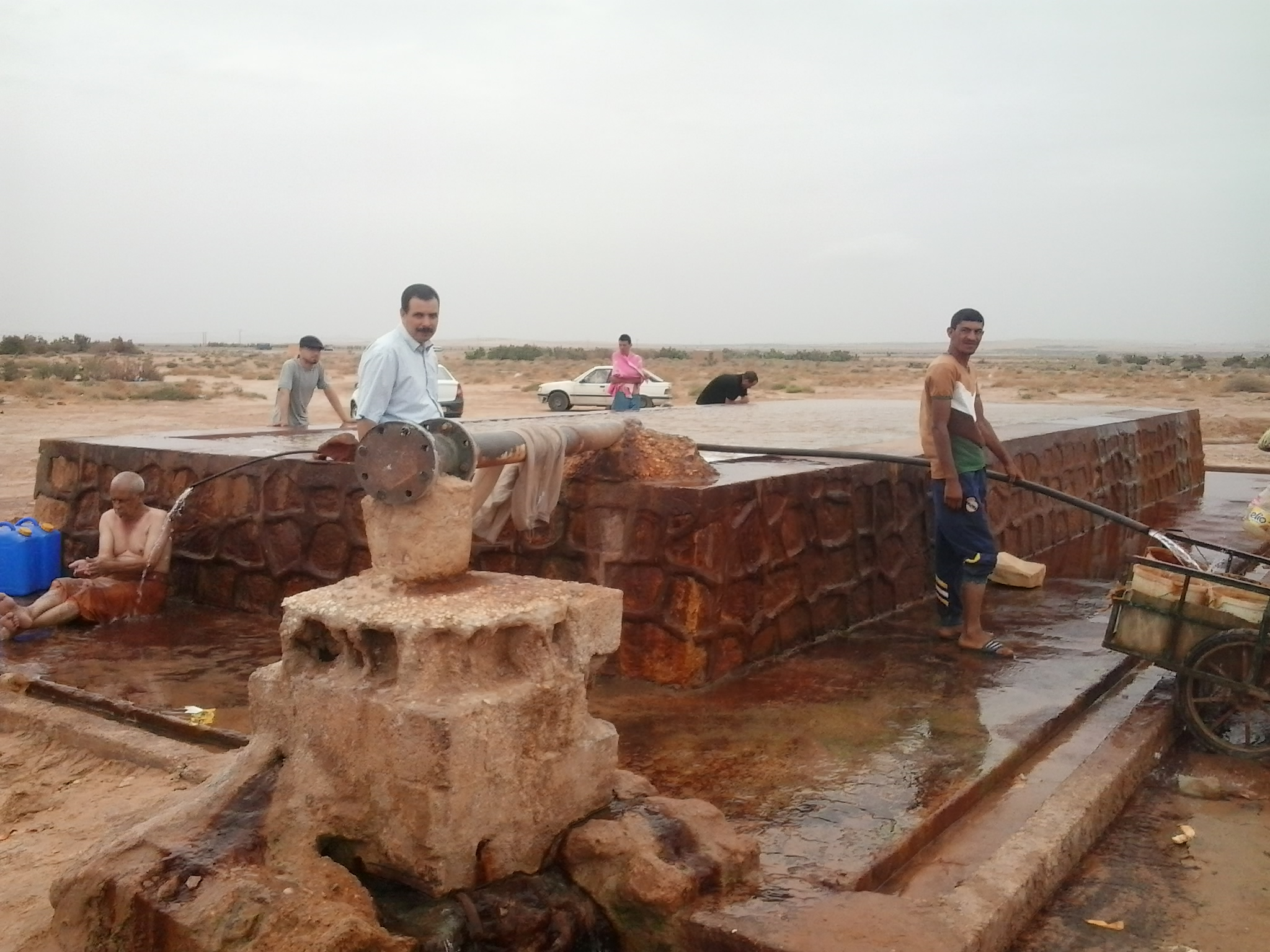
حمام الصوندا حاسي بحبح
جسر وادي لزن من العهد الإستعمار الفرنسي